# Generalinspektor für Wasser und Energie
Generalinspektor für Wasser und Energie (GIWE) nannte sich ein in der Zeit des Nationalsozialismus geschaffenes Amt, das nacheinander von Fritz Todt und Albert Speer bekleidet wurde. Es beeinflusste den Verlauf des Zweiten Weltkriegs und die Energieversorgung der Bevölkerung im Dritten Reich. Die damit verbundene Rechtsstruktur wirkte im Energiewirtschaftsgesetz der Bundesrepublik Deutschland bis zu seiner Neufassung 1998 fort.

## Geschichte
Mit Erlass vom 29. Juli 1941 übertrug der Reichskanzler Adolf Hitler die Energieaufsicht vom Reichswirtschaftsminister auf den Generalinspektor für Wasser und Energie (Vgl. § 1 Abs. 2 altes Energiewirtschaftsgesetz).
„Die Zuständigkeiten des Reichswirtschaftsministers auf dem Gebiete der Energiewirtschaft, besonders nach dem Gesetz zur Förderung der Energiewirtschaft (Energiewirtschaftsgesetz) vom 13. Dezember 1935 (RGBl. I, 1451), gehen auf den Generalinspektor für Wasser und Energie über.“
Formalrechtlich ist die Grundlage des Erlasses das Ermächtigungsgesetz vom 24. März 1933.
Fritz Todt, der Generalinspektor für das deutsche Strassenwesen und Gründer der nach ihm benannten Organisation Todt, wurde von Hitler in Verbindung mit dem Erlass zum Generalinspektor für Wasser und Energie ernannt. Seine Einsetzung wurde mit den „besonderen Erfordernissen des Krieges“ begründet. Nach dem Tode von Todt, am 8. Februar 1942 durch einen mysteriösen Flugzeugabsturz, wurde Albert Speer zum Nachfolger in allen Ämtern ernannt, also auch zum Generalinspektor für Wasser und Energie. Unter Speer war für diesen Geschäftsbereich Speers der Bauingenieur und Staatssekretär Günther Schulze-Fielitz verantwortlich. Zu den kriegswichtigen Planungen dieser Behörde gehörte unter anderem das Wärmekraft-Sofortprogramm mit Einheitskraftwerken.
Nach 1945 ist das Amt durch alliierte Weisung abgeschafft worden. Dennoch kam im betreffenden Gesetzestext der Bundesrepublik Deutschland der Generalinspektor für Wasser und Energie oder in Anlehnung an das ursprüngliche Gesetz von 1935, der Reichswirtschaftsminister, weiterhin vor.
Das Gesetz zur Förderung der Energiewirtschaft, erlassen am 13. Dezember 1935, erfuhr in der Bundesrepublik Deutschland eine Neuregelung erst 1998, und wurde durch die Novellen der Jahre 2003 und 2005 umgestaltet und durch neuere Gesetze ergänzt: Stromeinspeisungsgesetz, Kraft-Wärme-Kopplungsgesetz und Erneuerbare-Energien-Gesetz. Weitere Novellierungen folgten 2008 und 2011. Ab 1945 bis zur Neuregelung stellte das Gesetz in Paragraph 1 die Energiewirtschaft der Bundesrepublik unter die Aufsicht eines nicht mehr vorhandenen Reichswirtschaftsministers oder eines ebensolchen Generalinspektors für Wasser und Energie. Die um diese Ämter weiterbestehende, aus einer Diktatur übernommene Rechtsstruktur beeinflusste die Struktur der Energiewirtschaft der Bundesrepublik Deutschland und die Umgestaltung der Energiewirtschaft der DDR bei ihrem Anschluss an die Bundesrepublik nach der Wiedervereinigung (vgl.).